# Tour de l'Ain 2003
Il Tour de l'Ain 2003, quindicesima edizione della corsa, si svolse dal 12 al 15 agosto 2003 su un percorso di 599 km ripartiti in 4 tappe, con partenza da Lagnieu e arrivo a Culoz. Fu vinto dal belga Axel Merckx della Lotto-Domo davanti ai francesi Samuel Dumoulin e Jérôme Pineau.

## Tappe
| Tappa  | Data      | Percorso                         | km  | Vincitore di tappa | Leader cl. generale |
| ------ | --------- | -------------------------------- | --- | ------------------ | ------------------- |
| 1ª     | 12 agosto | Lagnieu > Saint-Vulbas           | 153 | Jérôme Pineau      | Jérôme Pineau       |
| 2ª     | 13 agosto | Bourg-en-Bresse > Ceyeriat       | 166 | Maryan Hary        | Samuel Dumoulin     |
| 3ª     | 14 agosto | Saint-Genis-Pouilly > Lélex      | 155 | Ludovic Turpin     | Axel Merckx         |
| 4ª     | 15 agosto | Bellegarde-sur-Valserine > Culoz | 125 | Max van Heeswijk   | Axel Merckx         |
| Totale | Totale    | Totale                           | 599 |                    |                     |

## Dettagli delle tappe

### 1ª tappa
- 12 agosto: Lagnieu > Saint-Vulbas – 153 km

| Pos. | Corridore       | Squadra        | Tempo    |
| ---- | --------------- | -------------- | -------- |
| 1    | Jérôme Pineau   | Brioches La B. | 3h20'15" |
| 2    | Samuel Dumoulin | Jean Delatour  | s.t.     |
| 3    | Régis Lhuillier | FDJ            | a 4"     |

| Pos. | Corridore       | Squadra        | Tempo    |
| ---- | --------------- | -------------- | -------- |
| 1    | Jérôme Pineau   | Brioches La B. | 3h20'05" |
| 2    | Samuel Dumoulin | Jean Delatour  | a 2"     |
| 3    | Régis Lhuillier | FDJ            | a 10"    |

### 2ª tappa
- 13 agosto: Bourg-en-Bresse > Ceyeriat – 166 km

| Pos. | Corridore       | Squadra        | Tempo    |
| ---- | --------------- | -------------- | -------- |
| 1    | Maryan Hary     | Brioches La B. | 3h56'04" |
| 2    | Samuel Dumoulin | Jean Delatour  | a 17"    |
| 3    | Plamen Stoyanov | Big Mat        | s.t.     |

| Pos. | Corridore       | Squadra        | Tempo    |
| ---- | --------------- | -------------- | -------- |
| 1    | Samuel Dumoulin | Jean Delatour  | 7h16'22" |
| 2    | Jérôme Pineau   | Brioches La B. | a 4"     |
| 3    | Régis Lhuillier | FDJ            | a 14"    |

### 3ª tappa
- 14 agosto: Saint-Genis-Pouilly > Lélex – 155 km

| Pos. | Corridore                | Squadra      | Tempo    |
| ---- | ------------------------ | ------------ | -------- |
| 1    | Ludovic Turpin           | AG2R         | 4h01'44" |
| 2    | Javier Pascual Rodríguez | iBanesto.com | a 56"    |
| 3    | Juan Antonio Flecha      | iBanesto.com | s.t.     |

| Pos. | Corridore       | Squadra        | Tempo     |
| ---- | --------------- | -------------- | --------- |
| 1    | Axel Merckx     | Lotto-Domo     | 11h19'19" |
| 2    | Samuel Dumoulin | Jean Delatour  | a 59"     |
| 3    | Jérôme Pineau   | Brioches La B. | a 1'03"   |

### 4ª tappa
- 15 agosto: Bellegarde-sur-Valserine > Culoz – 125 km

| Pos. | Corridore        | Squadra       | Tempo    |
| ---- | ---------------- | ------------- | -------- |
| 1    | Max van Heeswijk | US Postal     | 2h44'57" |
| 2    | Samuel Dumoulin  | Jean Delatour | s.t.     |
| 3    | Yuriy Krivtsov   | Jean Delatour | s.t.     |

| Pos. | Corridore       | Squadra        | Tempo     |
| ---- | --------------- | -------------- | --------- |
| 1    | Axel Merckx     | Lotto-Domo     | 14h04'16" |
| 2    | Samuel Dumoulin | Jean Delatour  | a 53"     |
| 3    | Jérôme Pineau   | Brioches La B. | a 1'03"   |

## Classifiche finali

### Classifica generale
| Pos. | Corridore                | Squadra                | Tempo     |
| ---- | ------------------------ | ---------------------- | --------- |
| 1    | Axel Merckx              | Lotto-Domo             | 14h04'16" |
| 2    | Samuel Dumoulin          | Jean Delatour          | a 53"     |
| 3    | Jérôme Pineau            | Brioches La Boulangère | a 1'03"   |
| 4    | Ludovic Turpin           | Ag2r Prévoyance        | a 1'05"   |
| 5    | Richard Virenque         | Quick Step             | a 2'01"   |
| 6    | Javier Pascual Rodríguez | iBanesto.com           | s.t.      |
| 7    | Marek Rutkiewicz         | Cofidis                | s.t.      |
| 8    | Christophe Oriol         | Ag2r Prévoyance        | s.t.      |
| 9    | David George             | Team Barloworld        | s.t.      |
| 10   | Eladio Jiménez           | iBanesto.com           | s.t.      |